# Puya spathacea
Puya spathacea är en gräsväxtart som först beskrevs av August Heinrich Rudolf Grisebach, och fick sitt nu gällande namn av Carl Christian Mez. Puya spathacea ingår i släktet Puya och familjen Bromeliaceae. Inga underarter finns listade i Catalogue of Life.